# Gymnothorax favagineus
La murena tassellata (Gymnothorax favagineus (Bloch e Schneider, 1801)), nota anche come murena favo, è un pesce osseo marino appartenente alla famiglia Muraenidae.

## Etimologia
Il nome del genere Gymnothorax deriva dal greco "gymnos" (nudo) e "thorax" (torace); questo pesce ha insomma il torace nudo, dato che è privo di squame. Il nome della specie favagineus viene dal latino "favus" (favo), le ben note costruzioni delle api, e da "genero" (generare, creare). Si tratta infatti di una murena che nella sua livrea ha ricreato il disegno a celle dei favi.

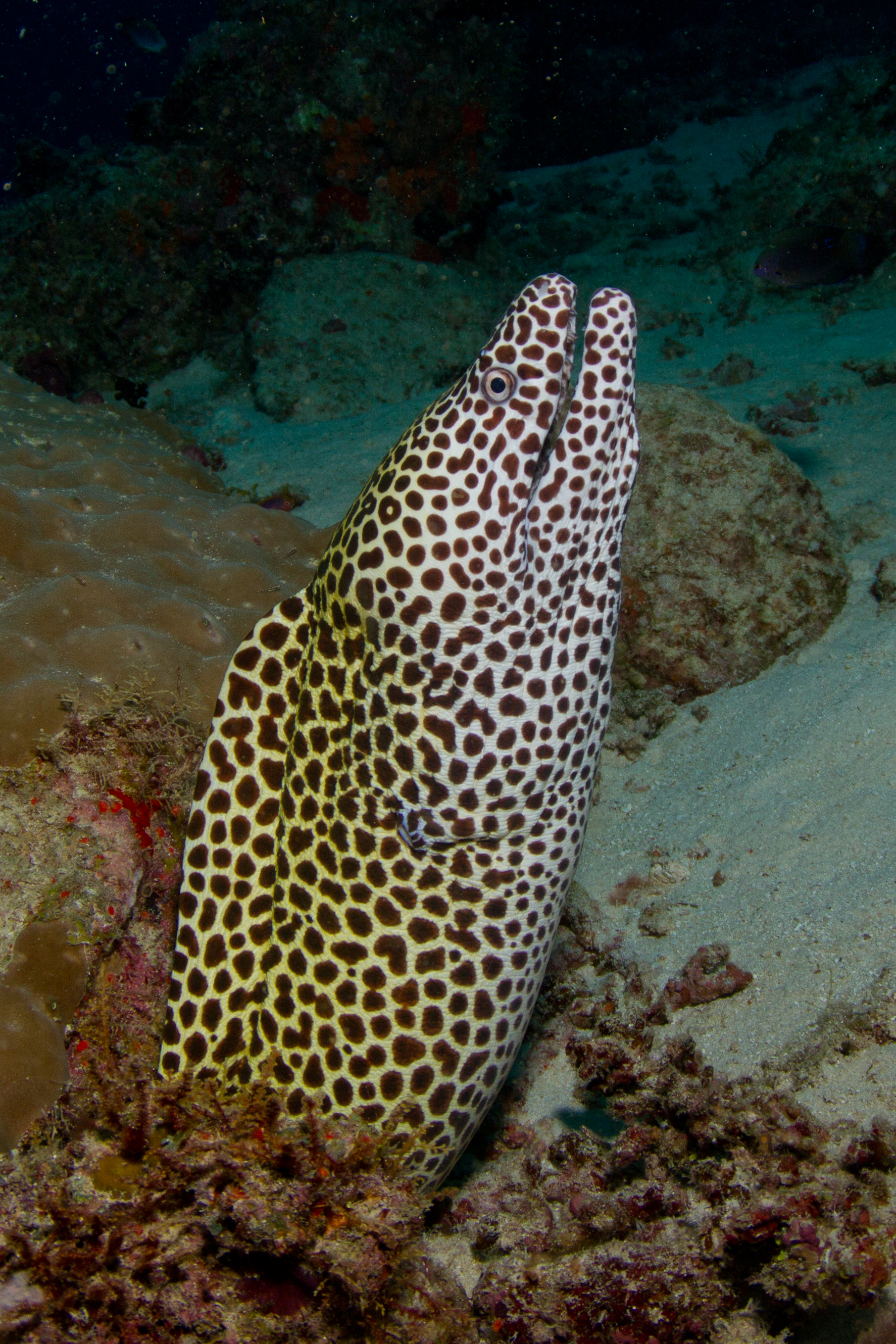
La livrea tassellata di G. favagineus varia molto in base agli individui

## Descrizione

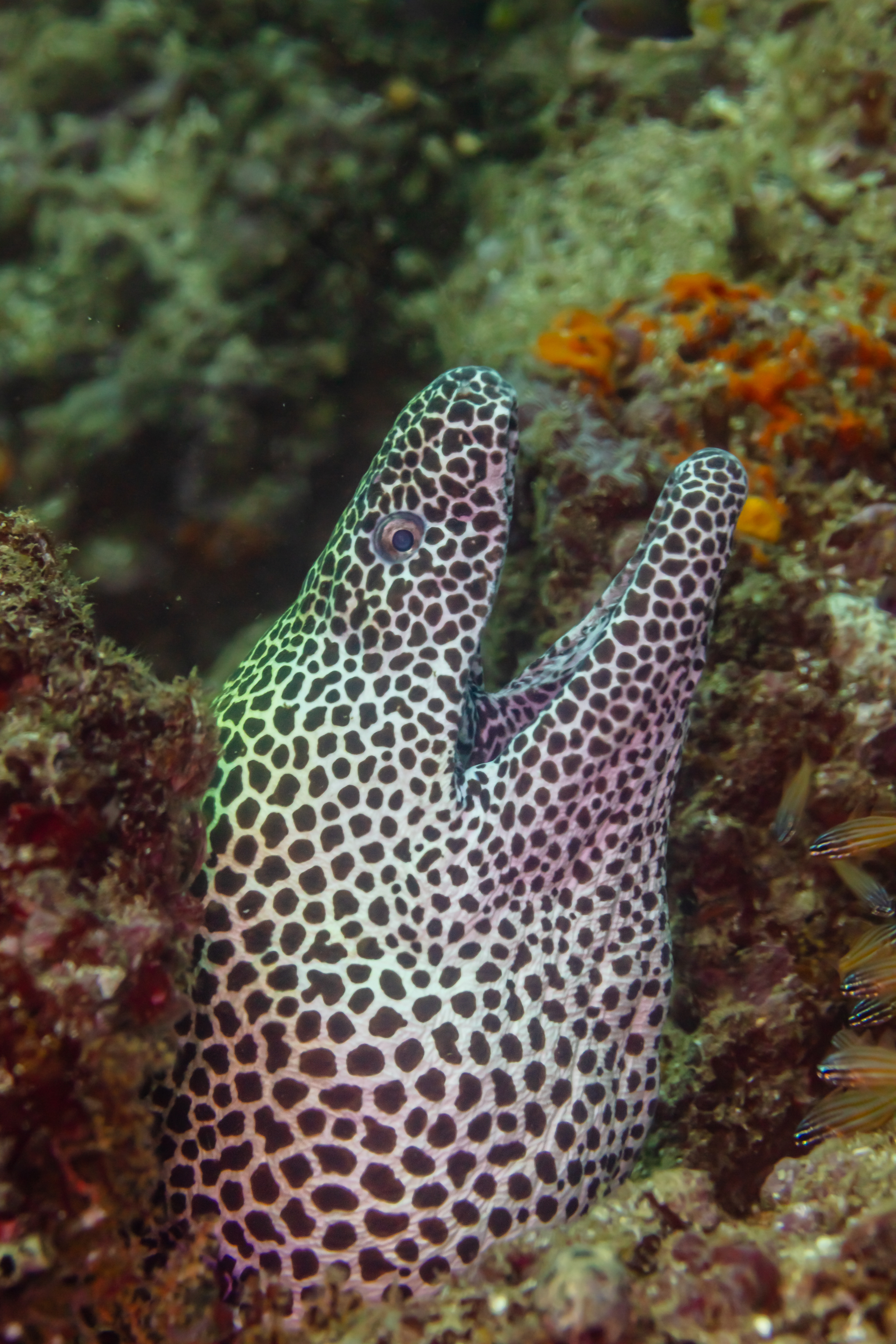
Le macchie creano con i loro contorni il caratteristico disegno a favo

L'aspetto generale è quello comune alle murene. Le pinne dorsali, caudali ed anali sono fuse insieme per formare un'unica lunga cresta cutanea sul dorso. Come d'uso fra i membri della famiglia, mancano le pinne pettorali e la ventrale. Il corpo, serpentiforme, è privo di squame, ma protetto da un muco scivoloso che permette all'animale di infilarsi senza graffiarsi nei luoghi più angusti. Le quattro narici, due anteriori a cornino e due posteriori, conferiscono all'animale un olfatto eccezionale che compensa la scarsità visiva. Gli orifizi branchiali sono ridotti a semplici fori. La bocca, con un'apertura enorme, mostra anche sul palato file di denti aguzzi o uncinati per trattenere le prede.
La colorazione è fondamentalmente bianca con macchie nere ravvicinate distribuite su tutto il corpo. Le macchie nere hanno circa le dimensioni dell'occhio e hanno una forma "geometrica" ricordando l'aspetto di un favo (un nido d'ape). Le macchie a favo sono presenti anche nell'interno della bocca. La dimensione e la regolarità delle macchie nere è variabile individualmente e in base all'habitat: quelli che vivono in acque chiare hanno più bianco, quelli di acque torbide sono più neri. Gli esemplari giovanili hanno macchie nere molto più grandi rispetto a quelle degli adulti.
È una murena di grossa taglia che può raggiungere i 3 metri di lunghezza e i 18 kg di peso.

## Distribuzione e habitat
G. favagineus è endemica dell'Indo-Pacifico tropicale dalle coste africane orientali alla Nuova Guinea giungendo a nord al Giappone meridionale e a sud alla Grande barriera corallina australiana. È presente anche nel mar Rosso.
Si tratta di una specie legata all'ambiente corallino dove popola le parti esterne delle barriere, sugli strapiombi del reef e nelle fenditure delle rocce costiere, prevalentemente lungo le coste continentali anziché negli atolli, ma anche in acque salmastre. Vive fra 1 e 50 metri di profondità.

## Biologia

### Comportamento
G. favagineus vive spesso in simbiosi con dei labridi e dei gamberetti pulitori che in cambio degli avanzi di cibo gli puliscono i denti e rimuovono i parassiti dalla pelle. In cambio la murena non proverà nemmeno ad attaccarli.
Per le dimensioni e la bocca irta di denti la murena tassellata ha pochi predatori naturali. I giovani esemplari possono essere predati da grosse cernie o squali del reef, come i pinna bianca e i pinna nera. Gli adulti, per le loro notevoli dimensioni, non devono temere numerosi predatori, ma possono essere occasionalmente predati da predatori più grossi, come squali grigi o squali tigre.
Al contrario di come molti pensano, nessuna specie di murena è velenosa, né tanto meno aggressiva: mordono solo se seriamente disturbate. Nonostante le dimensioni la murena tassellata si lascia avvicinare senza timore dall'uomo; il rischio che possa mordere è più alto solo quando viene offerto del cibo all'animale. Per questo, la pratica molto usata di cibare le murene in immersione con delle esche è sconsigliata: non avendo una vista eccezionale, le murene possono confondere la mano di un sub per l'esca offerta. A parte queste casistiche eccezionali, G. favagineus è un pesce molto timido ed è una specie che non attacca l'uomo; inoltre non c'è veleno nei morsi, ma le ferite veicolano pericolosi agenti patogeni per le sostanze alimentari che si decompongono fra i denti.

### Alimentazione
Basata su pesci, cefalopodi e crostacei. Quando addenta una grossa preda, come un polpo, adotta una particolare tecnica per ingoiarlo. Crea un nodo sulla coda e lo fa scorrere lungo il corpo fino ad immobilizzarne le braccia. Così può aprire la bocca, girare la testa e dilaniare con calma la preda. È stata osservata predare anche murene più piccole o addirittura piccoli squali. Come altre murene, G. favagineus è dotata di una "mascella" aggiuntiva nell'esofago allo scopo di inghiottire al meglio prede voluminose (mascella faringea).

### Riproduzione
Le uova sono pelagiche e le larve, dette leptocefali, sono trasparenti, a forma di foglia di salice, col capo piccolissimo. Un carattere di primitività nel mondo dei pesci. Questa fase larvale è molto lunga e può durare anche un anno.

## Pesca
Non è oggetto di pesca. La carne degli esemplari più anziani è inoltre tossica perché la murena tassellata accumula giorno dopo giorno nei tessuti le tossine di pesci erbivori che si nutrono di alghe velenose. Il suo consumo ha infatti causato dei casi di una grave intossicazione alimentare, detta ciguatera.

## Acquariofilia
Sebbene sia poco presente negli acquari, viene talvolta allevata in grandi vasche negli acquari pubblici. La sua taglia la esclude come ospite per gli acquari domestici.

## Conservazione
Questa specie occupa un vasto areale e, anche se non è comune, non appare soggetta a minacce. Non viene pescata se non in numero limitatissimo per gli acquari pubblici. La Lista rossa IUCN la classifica come "a rischio minimo".